# Greatest!
Greatest! é o quarto álbum de estúdio do cantor Johnny Cash, lançado a 12 de janeiro de 1959.

## Faixas
Todas as faixas por Johnny Cash, exceto onde anotado.
1. "Goodbye Little Darlin' Goodbye" (Gene Autry, Johnny Marvin) – 2:14
2. "I Just Thought You'd Like to Know" (Charlie Rich) – 2:23
3. "You Tell Me" (Roy Orbison) – 1:48
4. "Just About Time" – 2:07
5. "I Forgot to Remember to Forget" (Stan Kesler, Charlie Feathers) – 2:09
6. "Katy Too" (Cash, Jack Clement) – 1:57
7. "Thanks a Lot" (Rich) – 2:38
8. "Luther Played the Boogie" – 2:03
9. "You Win Again" (Hank Williams) – 2:18
10. "Hey Good Lookin" (Williams) – 1:41
11. "I Could Never Be Ashamed of You" (Williams) – 2:14
12. "Get Rhythm" – 2:14